# Síndrome de hiperestimulación ovárico
El síndrome de hiperestimulación ovárica (SHO o OHSS por sus siglas en inglés) es una complicación ocasional en mujeres que se encuentran bajo un tratamiento de fertilidad para el estímulo de la ovulación. Consiste en una respuesta anormalmente elevada de los ovarios ante una estimulación hormonal que persiste y se prolonga. Su aparición depende de la administración de gonadotropina coriónica humana o hCG y se pueden producir dos tipos de síndrome, uno temprano, 7 días después de la inyección de hCG exógena o un síndrome tardío a los 11 o 12 días que implica que está siendo causado por hCG endógena y por tanto hay embarazo. Esta complicación se produce durante la fase lútea del ciclo menstrual y constituye el primer efecto secundario de este tipo de tratamiento, afectando a un 0,6-14% de las mujeres tratadas en casos leves. Los casos moderados alcanzan un 3,1-6%, mientras que los casos severos, que pueden acabar en trombosis que provoca la muerte, son menos frecuentes, afectando a un 0,2-1,8% de las pacientes. Este síndrome también puede darse en gestaciones espontáneas múltiples y en algunos casos de ovarios poliquísticos.
Generalmente, la mujer en un ciclo normal produce un óvulo al mes; sin embargo, los tratamientos de estimulación ovárica a la que se someten las pacientes, con la intención de obtener más de un óvulo por ciclo para aumentar las probabilidades de fertilización, pueden estimular demasiado los ovarios, provocando una alteración en los vasos sanguíneos por aumento de la permeabilidad, y la consecuente acumulación de líquido en la cavidad peritoneal.

## Patogenia de la enfermedad
El SHO es una complicación que se caracteriza por un agrandamiento quístico de los ovarios y un desplazamiento de líquido del espacio intravascular al espacio intercelular debido al aumento de la permeabilidad capilar y la neoangiogénesis ovárica. Cuando se estimulan los ovarios por la administración de hCG, ocurre el agrandamiento de los mismos y la estimulación de la secreción de sustancias vasoactivas como interleucinas, el factor de necrosis tumoral α, la endotelina-1 y sobre todo y más importante el factor de crecimiento endotelial vascular (VEGF). Este aumento de la permeabilidad vascular y la salida del líquido al espacio extracelular, provoca hipovolemia, hipoproteinemia y desbalance electrolítico que pueden dar lugar a complicaciones como el desarrollo de edemas, ascitis, hidrotórax e hidropericardio.
Se ha demostrado que muchas funciones ováricas están reguladas localmente por la melatonina. En un estudio reciente (agosto de 2020) se demostró que la melatonina estimula la expresión de VEGF en las células de la granulosa y luteinicas y que el bloqueo del sistema de melatonina mediante la administración de un antagonista del receptor de MT2, 4-P-PDOT, alivia los síntomas del SHO en ratas. Estos hallazgos sugieres que la melatonina tiene un papel importante en la regulación de la patogenia del síndrome de hiperestimulación ovárica.

## Síntomas
En todos los casos aparece un aumento en la concentración de estradiol en sangre para intentar eliminar la acumulación de líquido. En casos leves, se aprecian los siguientes síntomas:
- Distensión abdominal
- Dolor en abdomen
- Aumento de peso

En casos más graves o moderados, el líquido acumulado puede llegar a la cavidad pleural, con los siguientes síntomas:
- Hinchazón y dolor intenso abdominal
- Disminución de la micción
- Dificultad para respirar.

Otros de los síntomas en casos graves son:
- Aborto.
- Ascitis: acumulación de líquido seroso entre el peritoneo visceral y peritoneo parietal.
- Persistencia de quistes lúteos.
- Torsión de ovarios, con la consecuencia de dolor agudo, anemia, náuseas, leucocitosis progresiva, fracaso renal, disfunción hepática y derrame pleural.

## Factores de riesgo
- Tratamiento de fertilidad basado en inyecciones de HCG y análogos a GnRH.
- Índice de masa corporal bajo (mujeres delgadas)
- Edad inferior a 35 años. Las pacientes jóvenes poseen mayor número de folículos ováricos con los receptores hormonales.
- Nivel de estrógenos superior al normal
- Síndrome de ovario poliquístico aumenta en un 15% las probabilidades de padecer el síndrome.
- Hipotiroidismo
- Historial clínico de la paciente y haber padecido en alguna ocasión un caso leve de hiperestimulación.
- Instauración del embarazo y embarazos múltiples.
- Se cree que también pueden influir en la aparición del síndrome algunos tipos de alergias, pero todavía no está establecido como un factor de riesgo claro.

Varios estudios han intentado encontrar alguna predisposición genética para padecer el síndrome, pero aun no se han encontrado variantes genéticas directamente relacionadas.

## Tratamiento y prevención
Los casos leves normalmente no requieren de un tratamiento específico para que las molestias se alivien. Se recomienda a la paciente descanso, ingesta de líquido con alto contenido en sales, evitar la ingesta de alcohol y cafeína y analgésico suave para el dolor.
En casos en que se desarrolla un síndrome moderado, se requiere tratamiento especializado en el hospital para el drenaje de todo el líquido acumulado sin efectos secundarios. 
Si el tratamiento no es el adecuado o no se detectan los primeros síntomas, este síndrome puede llegar a un estado severo provocando complicaciones que pueden causar la muerte de la paciente, debido a que afecta a los sistemas hepático, hematológico, renal y respiratorio. Estas complicaciones pueden ser la formación de coágulos en el torrente sanguíneo por aumento de la viscosidad de la sangre debido a la hemoconcentración e insuficiencia renal y respiratoria por acumulación de líquido en la cavidad pleural.
La prevención recae en revisiones periódicas por parte del médico con análisis de niveles hormonales y ecografías pélvicas, para descartar la hiperestimulación. También se requiere un tratamiento hormonal individualizado ajustando la dosis a cada paciente y suplementación con albúmina para aumentar la presión oncótica de la sangre y frenar la salida del líquido al espacio extravascular. Si se observa un aumento de los niveles de estradiol, superándose los 2500 pg/ml, se deberá seguir uno de los siguientes tratamientos : administrar menos cantidad de hCG (hormona suministrada para inducir la ovulación), continuar con la estimulación varios días sin añadir más medicamentos , tratamiento conocido como coasting, o suprimir la administración de hCG y cancelar el ciclo de inseminación artifial (IA) o fecundación in vitro (FIV). Al detectarse los primeros síntomas, se deberá suspender el ciclo de IA o FIV.
Con respecto al tratamiento farmacológico se utilizan:
- Anticoagulantes y heparinas para prevenir la trombosis.
- Cabergoline: agonista de los receptores D2 de dopamina que reduce la hemoconcentración y la ascitis en mujeres hiperestimuladas.[3]
- Quinagolide: otro agonista de la dopamina que se usa como prevención de una hiperestimulación ovárica temprana en pacientes que se realizan una fecundación in vitro (FIV).[4]